# Ristijärvi (sjö i Orivesi, Birkaland)
Ristijärvi är en sjö i kommunen Orivesi i landskapet Birkaland i Finland. Arean är 35 hektar och strandlinjen är 4,48 kilometer lång. Sjön  ingår i Kumo älvs huvudavrinningsområde.   Den ligger omkring 58 kilometer nordöst om Tammerfors och omkring 180 kilometer norr om Helsingfors. 